# Luzula arcuata
Luzula arcuata là một loài thực vật có hoa trong họ Juncaceae. Loài này được (Wahlenb.) Sw. mô tả khoa học đầu tiên năm 1814.